# Pachnoda baraui
Pachnoda baraui är en skalbaggsart som beskrevs av Franz Antoine 2009. Pachnoda baraui ingår i släktet Pachnoda och familjen Cetoniidae. Inga underarter finns listade i Catalogue of Life.